# ۵۵۹ (قمری)
۵۵۹ (قمری)، پانصد و پنجاه و نهمین سال در گاهشماری هجری قمری است. اول محرم این سال برابر با هفتم دسامبر سال ۱۱۶۳ میلادی است.